# Новосёлки (Зарайский район)
Новосёлки — деревня в Зарайском районе Московской области, в составе муниципального образования сельское поселение Гололобовское (до 28 февраля 2005 года входила в состав Гололобовского сельского округа). Деревня связана автобусным сообщением с райцентром, Коломной, Москвой и соседними населёнными пунктами, в Новосёлках действует Новосёлковская начальная школа-детский сад.

## География
Новосёлки расположены на севере района, в 7 км на север от Зарайска, на запруженной малой реке Коровенке, правом притоке реки Осётрик, высота центра деревни над уровнем моря — 166 м.

## Население
| 2002 | 2006 | 2010 |
| ---- | ---- | ---- |
| 378  | ↗400 | ↘354 |

## История
Сельцо "Новоселки, Инякино тож на суходоле" было роздано в поместья в 1570-е гг. Среди помещиков сельца на конец 16 в. были Кобузевы, Веселкины и Мельгуновы, сохранившие свои поместья до 18 в. В 1790 году в деревне числилось 30 дворов и 269 жителей, в 1858 году — 76 дворов, 218 жителей, в 1884 году — 407 жителей, в 1906 году — 67 дворов и 469 жителей. В 1929 году был образован колхоз «Ударник», с 1950 года в составе колхоза «Светлый путь», с 1960 года — совхоз «Большевик».